# Opuntia triacantha
Opuntia triacantha är en kaktusväxtart som först beskrevs av Carl Ludwig von Willdenow, och fick sitt nu gällande namn av Robert Sweet. Opuntia triacantha ingår i släktet fikonkaktusar, och familjen kaktusväxter. Inga underarter finns listade i Catalogue of Life.

## Bildgalleri

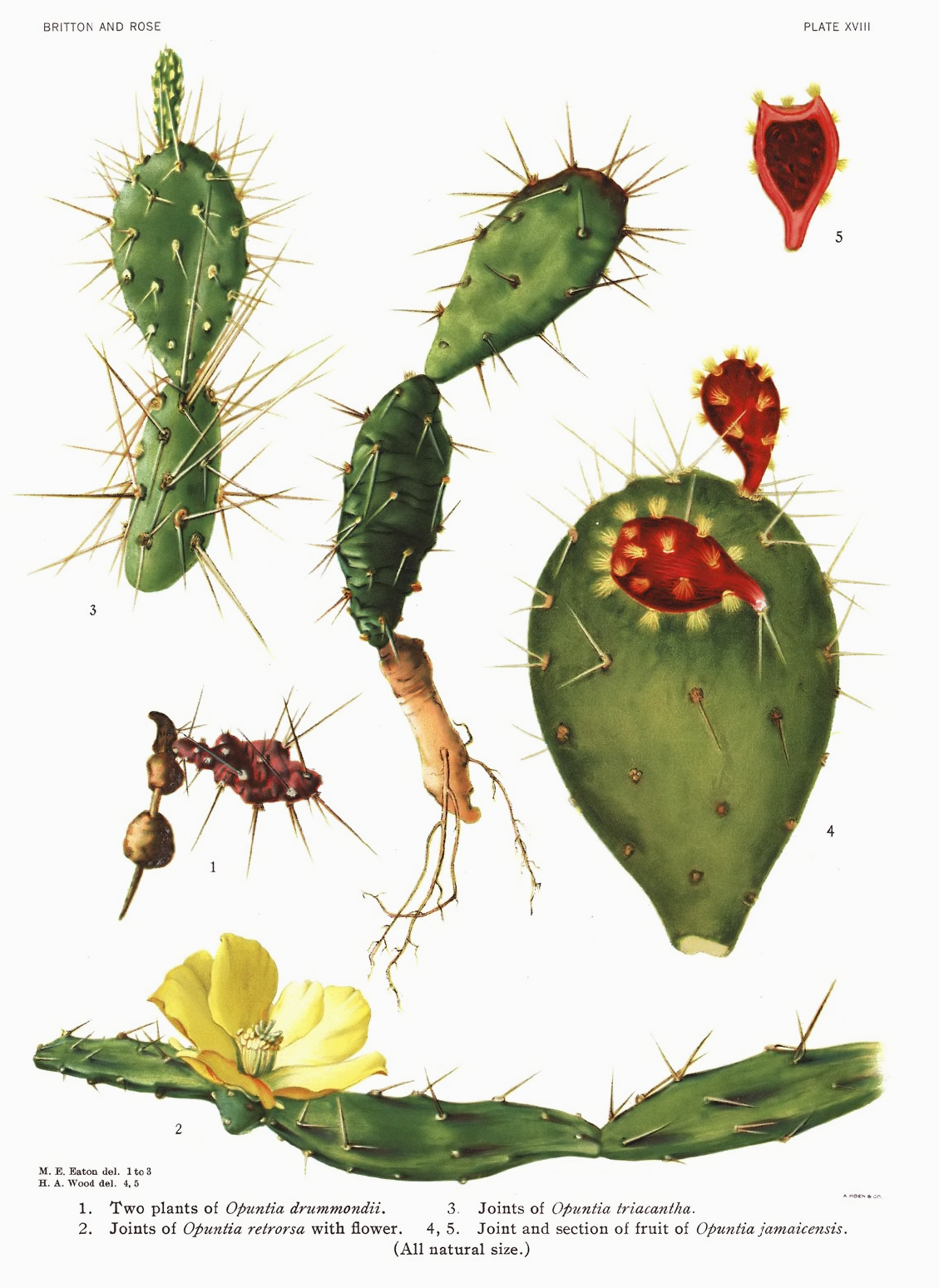